# Daffy Duck dans le rôle de Duck Dodgers
 (décembre 2018).
Si vous disposez d'ouvrages ou d'articles de référence ou si vous connaissez des sites web de qualité traitant du thème abordé ici, merci de compléter l'article en donnant les références utiles à sa vérifiabilité et en les liant à la section « Notes et références ».
Daffy Duck dans le rôle de Duck Dodgers (Duck Dodgers Starring Daffy Duck) est un jeu de plates-formes, développé par Paradigm Entertainment pour la Nintendo 64 en 2000. Le joueur y incarne Daffy Duck, célèbre canard des Looney Tunes.

## Scénario
Marvin le martien a mis au point une arme spéciale dans le but de détruire la Terre. Mais son fonctionnement nécessite l'apport en capsules énergétiques, qui sont éparpillées à la surface de cinq planètes. Il envoie alors ses sbires les récupérer, mais Duck Dodgers et Cadet ne les laisseront pas faire.

## Système de jeu
Daffy Duck dans le rôle de Duck Dodgers est un jeu de plates-formes en 3D dans la même veine que Banjo-Kazooie ou Mario 64. Les déplacements se font au moyen du stick analogique, le bouton « A » permet de sauter, le bouton « B » déclenche une attaque et le bouton « Z » est destiné à l'utilisation des objets spéciaux. La combinaison de ces touches permet un double-saut ou une attaque plombée. Les objets spéciaux sont variés, allant de la roquette attachée au dos du personnage au gant de boxe géant.
L'aire de jeu est divisée en cinq planètes. Dans chacune d'entre elles se trouve un niveau central, qui permet d'accéder aux sous-niveaux qui se débloquent au fur et à mesure de l'obtention des capsules énergétiques. Une fois toutes les capsules d'une planète collectées, le joueur affronte un boss incarné par un personnage de l'univers des Looney Tunes, puis accède à la planète suivante. Chaque planète a un style graphique qui s'apparente à son boss.
Hormis les phases de plates-formes et d'action, des phases de tir à la première personne, des parties de Pong, des matchs de boxe, de basket et autres mini-jeux, ponctuent le déroulement de l'aventure.

## Accueil
- Nintendo Power : 7,9/10[1]